# Los amigos de los animales
Los amigos de los animales es un álbum recopilatorio del grupo de rock, Pereza, en el que se incluyen algunos de sus mejores temas, y en el que han colaborado artistas de gran nivel.

## Lista de canciones
1. Como lo tienes tú (con Bunbury)
2. La noria (con Amaral)
3. Animales (con Carlos Tarque)
4. Superjunkies (con Los Delinqüentes)
5. En donde estés (con Alba Molina + Niño Josele)
6. Matar al cartero (con Deluxe)
7. Niña de papá (con Sidonie)
8. Todo (con Iván Ferreiro)
9. Manager (con Ariel Rot)
10. Si quieres bailamos (con Quique González)
11. Madrid (con Christina Rosenvinge)
12. Pelos de punta (con Burning)
13. Algo para cantar (con Coque Malla)
14. Caramelo (con Kevin Johansen)
15. Música ligera (con Pastora)

- Datos: Q5980610